# سایت دروپینار
سایت دروپینار (ترکی استانبولی: Durupınar sitesi، انگلیسی: Durupinar site) ویرانه های باستانی قلعه ای به طول ۱۶۴ متر است که از سنگهای لیمونیت در کوه تندورک، استان آغری در شرق ترکیه ساخته شده است. در تاریخ معاصر، اسناد نشان می دهد که این خانه ها در جایی ساخته نشده اند که کشتی نوح در آن قرار داشت. این نام از نام ناخدا ارتش ترکیه ایلان دوروپینار گرفته شده است. این سایت ۳ کیلومتر (۲ مایل) در شمال مرز ایران، ۱۶ کیلومتر (۱۰ مایل) جنوب شرقی دغوبایزید، در استان آغری و ۲۹ کیلومتری جنوب غربی کوه آرارات، در ارتفاع ۱٬۹۶۶ تا ۴۰۰۰ مترمربع (۴۴۴۹ تا ۶٬۵۷۵ فوت) بالاتر از سطح دریا است.

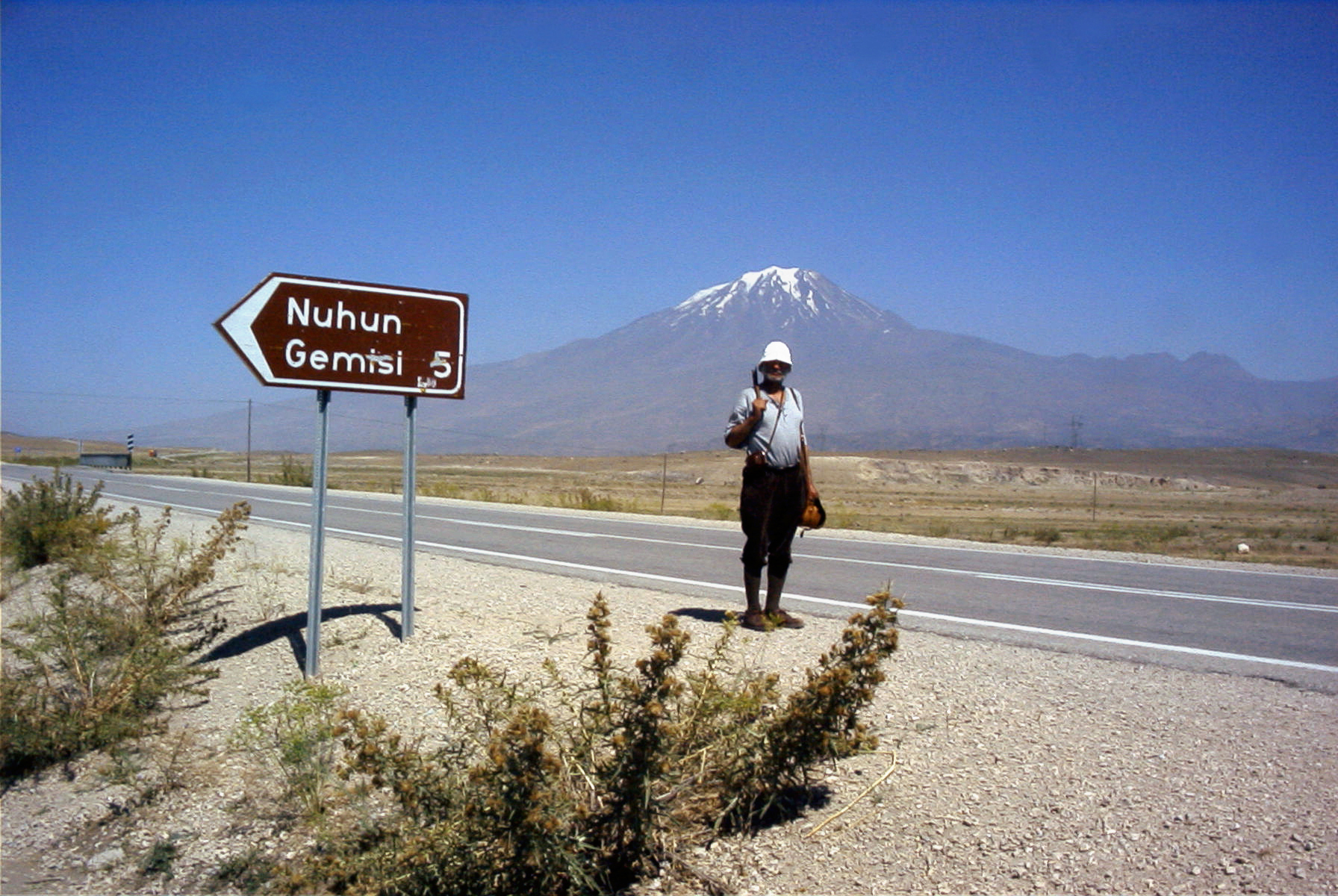
یک تابلوی رسمی دغوبایزید دو غوبیه در ترکیه با عبارت "Nuhun Gemisi" ("کشتی نوح") راه را به سایت دوروپینار (در کوه تندورک) نشان می دهد. این علامت جاده در جهت مخالف کوه آرارات قرار دارد، جایی که بقایای کشتی در واقع واقع شده است و اکنون ممکن است در زیر این یخچال طبیعی در این عکس حفظ شود.